# 尹思贞
尹思贞（640年—716年），一作尹思真，京兆长安（今西安）人。唐朝官员。

## 生平
尹思贞刚成年就考中了明经，补授隆州参军。当时晋安县有豪族蒲氏，四处作恶，目无法纪，当地官员对其无可奈何。隆州衙门派尹思贞去调查处理，他查明蒲氏不法赃物万计，将其绳之以法，当地百姓拍手称庆，把他的事迹刻石以纪，他因为这变得出名。升官一直升到了明堂县县令，因为善于政务而出名。三迁殿中少监，检校洺州刺史。会契丹孙万荣作乱，河北不安，尹思贞善于绥抚，境内独无惊扰，武则天降玺书褒美之。 
武周长安年间（701—704年），七迁秋官侍郎，因忤逆张昌宗被外放为定州刺史，转晋州刺史。不久复入朝为司府少卿。当时司府卿侯知一与尹思贞同样严厉，吏员们为之语曰：“不畏侯卿杖，惟畏尹卿笔。”寻加银青光禄大夫。他在自己宅中挖到十二架古戟，不久府门就因升官而加棨戟，当时人们对这件事很奇异。
神龙初年（705年），尹思贞为大理卿，时武三思擅权，御史大夫李承嘉附会之。雍州人韦月将上告武三思谋逆，唐中宗大怒，命将其斩首。尹思贞和左御史大夫苏珦、给事中徐坚以当月不宜杀人，坚持认为不可行刑，最终韦月将被判杖配流放岭南。武三思令有关部门暗害韦月将，让李承嘉在朝堂诋毁尹思贞，不让他上朝。尹思贞说：“公附会奸臣，将图不轨，先除忠臣邪！”李承嘉怒，弹劾思贞，出为青州刺史。有人问他：“公平日讷于言，当廷反驳承嘉何其敏邪？”他说：“物不能鸣者，激之则鸣。承嘉恃威权相陵，我义不受屈，也不知我的言辞从何而至。”他在青州任内，境内有蚕一年四熟，黜陟使、卫州司马路敬潜八月到青州察访，见到蚕茧叹道：“不是善政所致，孰能至于此乎！”特别为他上表荐请。思贞前后为十三州刺史，皆以清简为政，奏课连续居首。
710年，唐睿宗即位，征为将作大匠，封天水郡公。时左仆射窦怀贞兴造金仙、玉真两观，调发大量民伕工匠，但常常被尹思贞削减。窦怀贞怒问，尹思贞正色训责他大兴土木，害及黎元百姓，受小人挑唆，轻视侮辱朝臣，最后拂衣而去，回家关门不理政事。睿宗知道后只好特令他视事。同年，窦怀贞因罪伏诛，尹思贞以将作大匠改任御史大夫，兼申王府长史，迁户部尚书，转工部尚书。后以年老多病请求致仕，开元四年（716年）卒，年七十七，追赠黄门监，谥曰简。

## 家族
- 出于天水尹氏
- 祖父：尹师，隋左武侯将军；
- 父：尹惠，宁州司马，赠泾州刺史[1]。
- 妻：原配张氏，长安二年（702年）已故；续弦，生尹中庸，738年去世。
- 次子尹中庸（689年—753年），其墓誌銘近年出土于陕西西安附近。另有长子尹中和，库部郎中、国子司业；三子尹中言，京兆府司録[2]。
  - 尹中庸子女五人，四人早夭，仅曾任蜀郡新都县令的尹华存活。

## 延伸阅读
[在维基数据编辑]
 《舊唐書/卷100》，出自刘昫《舊唐書》
 《新唐書·卷128》，出自《新唐書》